# William Otto Brunner

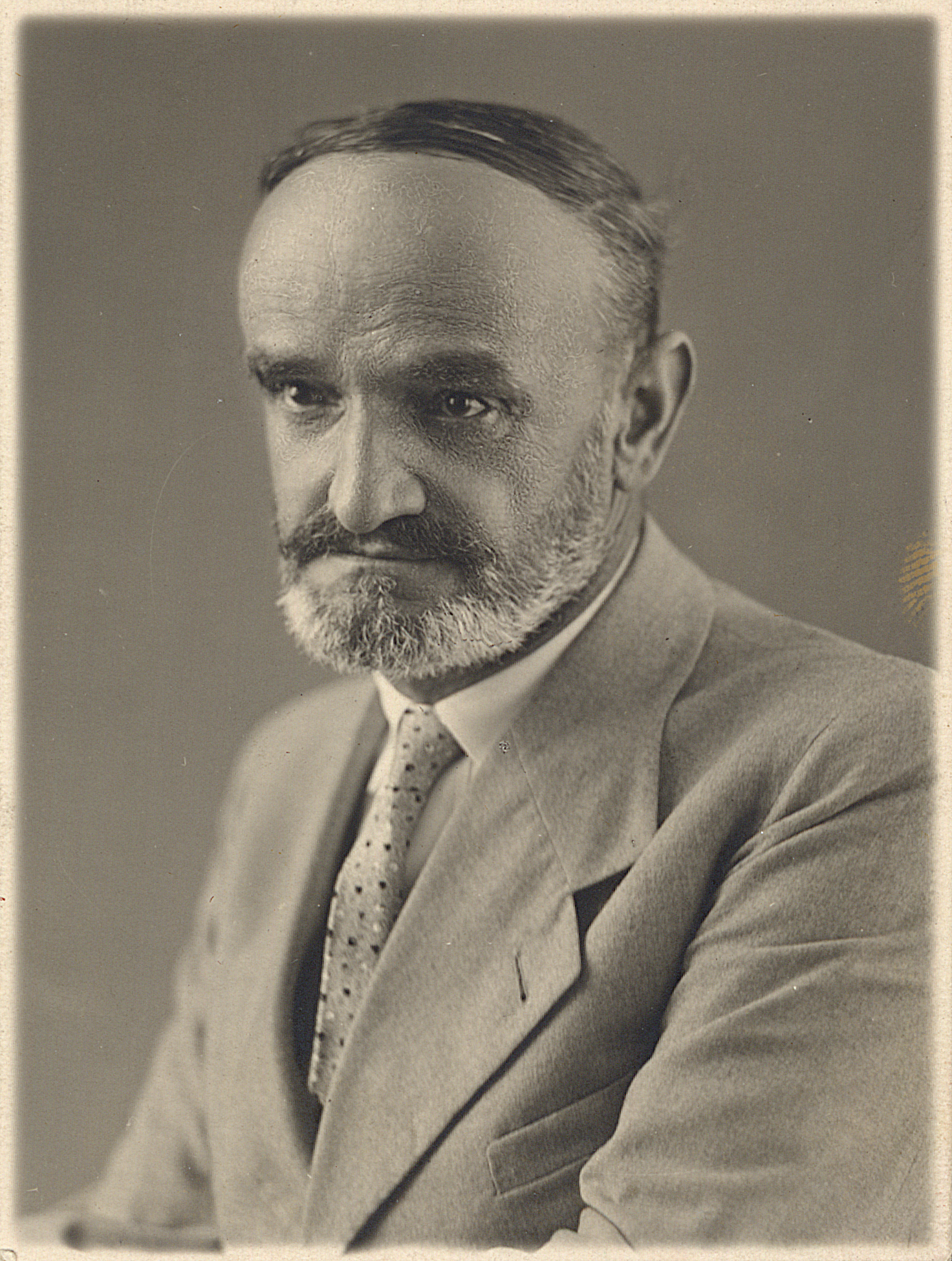
William Otto Brunner

William Otto Brunner (* 7. Juli 1878 in Wattwil; † 1. Dezember 1958 in Zürich) war ein Schweizer Astronom.
Er war von 1926 bis 1945 der Direktor der Eidgenössischen Sternwarte in Zürich. In dieser Eigenschaft führte er die Zürcher Beobachtungen der Sonnenflecken fort, die der Gründer des Observatoriums, Rudolf Wolf, im Jahre 1864 begonnen hatte. (Diese Beobachtungen wurden bis zur Einstellung des Betriebs im Jahre 1980 dort fortgeführt.)
Der Krater Brunner auf dem Mond wurde zu seinen Ehren benannt. Brunner war mit Ida Louisa, geborene Maulaz verheiratet. Ihr Sohn war der Ökonom Karl Brunner.

## Werke
- Die Welt der Sterne. Zürich 1947.
- Vom Sternenhimmel. E. Rentsch, Erlenbach-Zürich 1940.
- Contributions to the photometry of night sky. Zürich 1935.
- Anzeige des Todes von Alfred Wolfer. In: Astronomische Nachrichten, Band 243, 1931.
- Helligkeitsmessungen von Nova 60.1927 Aquilae. In: Astronomische Nachrichten, Band 230, 1927.
- Dreht sich die Erde? B. G. Teubner, Leipzig und Berlin 1915.